# Rättvise- och utvecklingspartiet
Rättvise- och utvecklingspartiet (turkiska: Adalet ve Kalkınma Partisi, AKP) är Turkiets största politiska parti och är ett konservativt parti. Partiet betraktas av många utomstående bedömare som moderat islamistiskt, men på senare år har även partiledningen fört det mot en alltmer öppen islamistisk riktning.  
Partiet beskrivs som konservativt i sociala frågor men stödjer marknadsekonomi och anses ha bidragit till större öppenhet och fredliga relationer med omvärlden mer än sina föregångare och kritiker. AKP har varit positiva  till EU-medlemskap. Det har även fått en stor del av äran för den goda ekonomiska utveckling som präglat landets senare år, där den genomsnittliga inkomstsumman fördubblats 2002-2008, och korruption och fattigdom har minskat kraftigt. En ny strategi för hur Turkiet ska närma sig EU-medlemskap infördes i september 2014.
I dess första parlamentsval 2002 blev AKP största parti och bildade regering under ledning av partiledaren Recep Tayyip Erdoğan. Partiet segrade även i valet i juli 2007 med 47% av rösterna och återigen 2011 med hela 50%. 
I valet 2011 förlorade såväl AKP som Republikanska folkpartiet ett flertal mandat till oberoende grupper och Freds- och demokratipartiet efter upprepade oroligheter och händelser främst i Istanbul. De behöll dock sin tydliga majoritet med 327 mandat i parlamentet. Den 9 augusti 2014 valdes partiledaren Erdogan till Turkiets förste direkt folkvalde president med omkring 52% av rösterna och stärkte därmed ytterligare partiets inflytande i landet.
Efter 13 år vid makten, och vad fler och fler kritiker hävdar är en alltmer auktoritär och intolerant ledarstil av President Erdogan, med vilket han i ökande grad ersatt partiets forna och mer pragmatiska riktning, förlorade AKP sin majoritet i parlamentsvalet den 7 juni 2015. Partiet blev tydlig segrare i valet med 41% men detta innebar ett stort tapp från de 50% man fick i 2011 års val. AKP hade inte längre egen majoritet i parlamentet, vilket man haft sedan 2002. Istället för att bilda koalitionsregering valde man att utlysa nyval till den 1 november 2015, då AKP stärkte sin position och återigen fick egen majoritet i parlamentet med 49,5% av rösterna.

## Kontroverser och islamism
Under sin tid vid makten har AKP-regeringen upplevt en rad oroligheter och kontroverser och av olika grupperingar anklagats för ett alltmer auktoritärt styre, inte minst i den så känsliga frågan om sekularisering kontra islamisering. AKP har kritiserats i det starkt sekulära Turkiet för att förespråka en islamisk stat, men anses av sina egna anhängare vara ett moderat muslimskt parti.[källa behövs] Partiledaren Erdogan har sagt att turkisk kultur ska påverka Europa, men det får inte vara tvärtom, och han har fördömt assimileringen av turkar i Tyskland. Tydliga motsättningar har växt fram med de mäktiga sekulära kretsar, som i Turkiet brukar kallas "den djupa staten", vilka anklagat regeringen för smygislamisering av landet. 
Då AKP drev igenom en lag som gav religiösa kvinnliga studenter rätt att bära huvudduk vid landets universitet, genomdrev Författningsdomstolen 2008 en omröstning för att partiet, i likhet med alla tidigare islamitiska turkiska partier, skulle olagligförklaras och upplösas. Med en marginal av endast en röst i domstolen undgick AKP att förklaras olagligt.
I gengäld har hundratals militärer, höga officerare, akademiker, journalister, affärsmän med flera åtalats och dömts, anklagade för att ha försökt undergräva förtroendet för regeringen med hjälp av propaganda och attentat. Den hemliga, nationalistiska gruppen som kallats Ergenekon anklagas för att ha försökt provocera fram en militärkupp. Genom reformer och grundlagsändringar har militärens och domstolarnas makt minskats, varför dessa fått kraftigt beskurna möjligheter att påverka politiken eller ogiltigförklara partier enligt ovan.. 
Politiska motsättningar 2013 och 2014 med framför allt yngre intellektuella, studenter och västerländskt influerade med anknytning till olika oberoende grupper och det framväxande Freds- och demokratipartiet i främst Istanbul har lett till upprepade våldsamma kravaller och anklagelser om maktfullkomlighet.    Från hösten 2013 har partiet även anklagats för inblandning i omfattande korruptionsaffärer. Detta har lett till slitningar och maktkamper med den tidigare bundsförvanten Fethullah Gülens muslimska populära Gülenrörelsen. Försök till fredsdialog med den stora kurdiska gruppen och dess förbjudna Kurdistans arbetarparti (PKK) har hitintills inte heller lett till några nya lösningar.

## Partiledare
- Recep Tayyip Erdoğan, 2001–2014 (president i nuvarande läget)
- Ahmet Davutoğlu, 2014–2016
- Binali Yıldırım, 2016–2017
- Recep Tayyip Erdoğan, 2017–